# Política de visado de Cabo Verde
Los visitantes de Cabo Verde deben obtener un visado para ingresar, a menos que provengan de uno de los países exentos de visa, que se encuentran principalmente en África, Europa y América. La visa se puede obtener con antelación en una embajada o consulado de Cabo Verde, o personalmente a la llegada en cualquiera de los aeropuertos internacionales.

## Mapa de política de visado

Política de visas de Cabo Verde
Cabo Verde
Exento de visado
Visado a la llegada
Visado requerido

## Exención de visado
Ciudadanos de los siguientes 61 países y territorios pueden visitar Cabo Verde sin necesidad de visado (pero deben registrarse en línea, preferiblemente cinco días antes de la llegada, y también pagar la tarifa de seguridad del aeropuerto de CVE 3400, ya sea en línea o a la llegada):
| - Angola - Benín - Burkina Faso - Costa de Marfil - Gambia - Ghana - Guinea - Guinea-Bisáu | - Hong Kong - Liberia - Macao - Malí - Mauritania - Mozambique - Níger - Nigeria - Senegal - Sierra Leona - Togo |  |  |

| - países de la Unión Europea \| - Andorra - Brasil - Canadá - Islandia - Liechtenstein - Mónaco - Noruega \| - San Marino - Singapur - Suiza - Timor Oriental - Ciudad del Vaticano - Reino Unido - Estados Unidos \| \| | |  |
| - Andorra - Brasil - Canadá - Islandia - Liechtenstein - Mónaco - Noruega | - San Marino - Singapur - Suiza - Timor Oriental - Ciudad del Vaticano - Reino Unido - Estados Unidos |  |

| - Andorra - Brasil - Canadá - Islandia - Liechtenstein - Mónaco - Noruega | - San Marino - Singapur - Suiza - Timor Oriental - Ciudad del Vaticano - Reino Unido - Estados Unidos |  |

No se requiere visa para los titulares de pasaportes diplomáticos o de servicio.
No se requiere visa para los antiguos ciudadanos de Cabo Verde, así como para sus cónyuges e hijos.

## Visa a la llegada
Los visitantes de todos los demás países no exentos de visa, excepto Marruecos, pueden obtener una visa a su llegada a los aeropuertos internacionales de Sal, Boa Vista, São Vicente o Santiago (pero deben registrarse en línea, preferiblemente cinco días antes de la llegada, y también pagar la tarifa de seguridad del aeropuerto de CVE 3400, ya sea en línea o a la llegada).

## EASE
El Sistema de Autorización Electrónica de Cabo Verde (EASE) es un paso para todos los viajeros que llegan a Cabo Verde, ya que requiere una solicitud en línea. Es importante señalar que EASE es distinto de un visado para Cabo Verde y, dependiendo de su nacionalidad, los ciudadanos extranjeros también pueden estar obligados a obtener un visado para ingresar al país. En conjunto con el proceso EASE, los viajeros deben asegurarse de cumplir con cualquier requisito adicional de visado especificado por las autoridades caboverdianas. Implementado con el objetivo principal de preseleccionar a todos los pasajeros aéreos en busca de posibles riesgos para la salud o la seguridad, EASE para Cabo Verde tiene como objetivo fortalecer las fronteras de la nación y facilitar la entrada expedita en los puntos de control fronterizo.
Una vez aprobado, el EASE para Cabo Verde se vincula electrónicamente al pasaporte del viajero y es válido para una sola entrada al país.
Para completar el proceso de registro de esta autorización electrónica de viaje, los viajeros están obligados a completar la solicitud en línea de EASE para Cabo Verde. Este formulario que requiere información personal, del pasaporte y de viaje, y se puede completar en pocos minutos.
Al enviar el formulario, los viajeros tienen la opción de pagar el impuesto obligatorio de Seguridad del Aeropuerto para Cabo Verde (TSA) en línea.